# Barylestis peltatus
Barylestis peltatus là một loài nhện trong họ Sparassidae.
Loài này thuộc chi Barylestis. Barylestis peltatus được Embrik Strand miêu tả năm 1916.